# Představitelé světové organizace skautského hnutí
Hlavním orgánem celé organizace je Světová skautská konference, které se účastní zástupci všech členských organizací. Schází se každé tři roky.
Světový skautský výbor se skládá z 12 členů, kteří jsou voleni světovou konferencí a jednají jejím jménem. Světový skautský výbor zastupuje zájmy celého hnutí jako celku nikoli zájmy své země. Předsedové regionálních výborů působí jako poradní orgány Světového výboru a účastní se s nimi všech zasedání. Součástí světového výboru je kromě 12 volených členů také generální tajemník (z angličtiny Secretary General) a pokladník. Každý člen výboru je z jiné země, a je volený na tři roky s možností jednoho znovuzvolení. Členové, kteří jsou voleni bez ohledu na jejich státní příslušnost, zastupují zájmy hnutí jako celku a nikoli jejich země. 
Světový skautský výbor řeší strategické priority skautské organizace:
- zapojení mládeže
- dobrovolníci ve skautingu
- profil organizace (komunikace, partnerství a zdroje)

## Generální tajemník
Generální tajemník (Secretary General) řídí světovou skautskou kancelář v Kuala Lumpur a jejích osmi poboček po celém světě. Je jmenován světovým skautským výborem. 
Od června 2025 je generálním tajemníkem David Berg.
| Pořadí | Název funkce       | Funkční období | Jméno               | Země původu    | Místopředsedové                                                           |
| ------ | ------------------ | -------------- | ------------------- | -------------- | ------------------------------------------------------------------------- |
| 1.     | Ředitel            | 1920–1938      | Hubert S. Martin    | Velká Británie |                                                                           |
| 2.     | Ředitel            | 1938–1951      | John Skinner Wilson | Velká Británie | Zástupce: Daniel Spry                                                     |
| 3.     | Ředitel            | 1951–1965      | Daniel Spry         | Kanada         |                                                                           |
| 4.     | Ředitel            | 1965–1968      | Richard T. Lund     | Velká Británie |                                                                           |
| 5.     | Generální tajemník | 1968–1988      | László Nagy         | Maďarsko       |                                                                           |
| 6.     | Generální tajemník | 1988–2004      | Jacques Moreillon   | Švýcarsko      | zástupce (1991–2004): Malek Gabr zástupce (1991–2004): Luc Panissod       |
| 7.     | Generální tajemník | 2004–2007      | Eduardo Missoni     | Itálie         | zástupce (2004–2007): Dominique Bénard zástupce (2004–2007): Luc Panissod |
| 8.     | Generální tajemník | 2007–2012      | Luc Panissod        | Francie        |                                                                           |
| 9.     | Generální tajemník | 2013–2016      | Scott A. Teare      | USA            |                                                                           |
| 10.    | Generální tajemník | 2017–10/2024   | Ahmad Alhendawi     | Jordánsko      | zástupce (2024–2025): David Berg                                          |
| 11.    | Generální tajemník | 6/2025–dosud   | David Berg          | Belgie         |                                                                           |

## Světový skautský výbor
Světový skautský výbor je výkonným orgánem Světové organizace skautského hnutí. Je odpovědný za naplňování usnesení Světové skautské konference a za jednání mezi jejími zasedáními.
Výbor se skládá z následujících členů: 
- Hlasující členové:
  - 12 volených členů, každý z jiné země. Jsou voleni Světovou skautskou konferencí tajným hlasováním na tříleté funkční období. Volení členové mají nárok na znovuzvolení na další funkční období, které slouží maximálně šest po sobě jdoucích let.
  - Šest poradců mládeže, každý z jiné země. Jsou voleni účastníky Světového skautského fóra mládeže, které předchází Světové skautské konferenci.

- Členové bez hlasovacího práva:
  - předseda nebo místopředseda každého řádně zvoleného regionálního skautského výboru
  - generální tajemník WOSM
  - pokladník, kterého jmenuje Světový skautský výbor
  - člen rady World Scout Foundation

Výbor se obvykle schází dvakrát ročně. Řídící výbor složený z předsedy, dvou místopředsedů, generálního tajemníka a poradce pro mládež se schází podle potřeby.

### Seznam předsedů světového skautského výboru
Řadu let se pozice předsedy světového skautského výboru jmenovala světový skautský náčelník (World Scout Chief). Toto pojmenování poprvé použili skauti na prvním světovém skautském jamboree v roce 1920 ve Velké Británii.
| Funkční období | Jméno                        | Země původu    |
| -------------- | ---------------------------- | -------------- |
| 1920–1941      | Robert Baden-Powell          | Velká Británie |
| ????           |                              |                |
| 1965           | Jean Salvaj                  | Švýcarsko      |
| 1967–1969      | Gustavo J. Vollmer           | Venezuela      |
| 1969–1971      | Charles "C.D." Green         | Velká Británie |
| 1971–1973      | Antonio C. Delgado           | Filipíny       |
| 1973–1975      | Bower Carty                  | Kanada         |
| 1975–1977      | Irving J. Feist              | USA            |
| 1977–1979      | Bruce H. Garnsey             | Austrálie      |
| 1979–1981      | Sir William Gladstone Bt.    | Velká Británie |
| 1981–1985      | Kamarul Ariffin Mohd Yassin  | Malajsie       |
| 1985–1987      | Norman S. Johnson            | Austrálie      |
| 1988–1990      | John W. Beresford            | Velká Británie |
| 1990–1993      | Eugene F. "Bud" Reid         | USA            |
| 1993–1996      | Neil M. Westaway             | Austrálie      |
| 1996–1999      | Francisco S. Roman           | Filipíny       |
| 1999–2002      | Garnet de la Hunt            | Jižní Afrika   |
| 2002–2005      | Marie-Louise Correa          | Senegal        |
| 2005–2007      | Herman C.S. Hui              | Hongkong       |
| 2007–2008      | Philippe Da Costa            | Francie        |
| 2008–2011      | Rick Cronk                   | USA            |
| 2011–2014      | Simon Hang-bock Rhee         | Jižní Korea    |
| 2014–2017      | João Armando Gonçalves       | Portugalsko    |
| 2017–2021      | Craig Turpie                 | Velká Británie |
| 2021–2024      | Edward Andrew “Andy” Chapman | USA            |
| 2024–dosud     | Daniël Corsen                | Curaçao        |

### Světový skautský výbor (2024–2027)
Světový skautský výbor byl zvolen na světové skautské konferenci v Egyptě 20. srpna 2024. 
| Funkce           | Jméno                                 | Země               |
| ---------------- | ------------------------------------- | ------------------ |
| Předseda         | Daniël Corsen                         | Curaçao            |
| Místopředsedkyně | Mori Chi-Kin Cheng                    | Hong Kong          |
| Místopředseda    | Julius Kramer                         | Švédsko            |
| Člen výboru      | Victor Atipagah                       | Ghana              |
| Člen výboru      | Mori Chi-Kin Cheng                    | Hong Kong          |
| Členka výboru    | Elise Drouet                          | Francie            |
| Člen výboru      | Callum Kaye                           | Spojené království |
| Člen výboru      | Steve Kent                            | Kanada             |
| Člen výboru      | Nour Elhouda Mahmoudi                 | Alžírsko           |
| Člen výboru      | Martin Meier                          | Lichtenštejnsko    |
| Člen výboru      | Mohammad Omar                         | Egypt              |
| Členka výboru    | Christine “Chrissy” Pollithy          | Německo            |
| Členka výboru    | Sahali Marie-Louise Charlotte Ycossie | Pobřeží slonoviny  |

### Světový skautský výbor (2021–2024)
Světový skautský výbor byl zvolen na on-line světové skautské konferenci 27. srpna 2021. 
| Funkce           | Jméno                        | Země        |
| ---------------- | ---------------------------- | ----------- |
| Předseda         | Andy Chapman                 | USA         |
| Místopředsedkyně | Sarah Rita Kattan            | Libanon     |
| Místopředseda    | Jo Deman                     | Belgie      |
| Členka výboru    | Mehdi Ben Khelil             | Tunis       |
| Člen výboru      | Mori Chi-Kin Cheng           | Hong Kong   |
| Člen výboru      | Wayne Adrian Davis           | Etiopie     |
| Členka výboru    | Nika Gorovska                | Ukrajina    |
| Členka výboru    | Pia Melin Graasbøll          | Dánsko      |
| Člen výboru      | Eun Gui Kim                  | Jižní Korea |
| Členka výboru    | Daiana Neil                  | Argentina   |
| Členka výboru    | Christine “Chrissy” Pollithy | Německo     |
| Člen výboru      | Juan Reig                    | Španělsko   |

### Světový skautský výbor (2017–2021)
Světový skautský výbor byl zvolen na světové skautské konferenci v Ázerbájdžánu 17. srpna 2017.
| Funkce           | Jméno                    | Země           |
| ---------------- | ------------------------ | -------------- |
| Předseda         | Craig Turpie             | Velká Británie |
| Místopředsedkyně | Jemima Nartey            | Ghana          |
| Místopředseda    | Andy Chapman             | USA            |
| Členka výboru    | Mehdi Ben Khelil         | Tunis          |
| Člen výboru      | Peter Blatch             | Austrálie      |
| Člen výboru      | Jo Deman                 | Belgie         |
| Člen výboru      | Janaprith Fernando       | Srí Lanka      |
| Člen výboru      | Ilyas Ismayilli          | Ázerbájdžán    |
| Členka výboru    | Sarah Rita Kattan        | Libanon        |
| Členka výboru    | Leonardo Morales Morales | Kostarika      |
| Členka výboru    | Pia Melin Mortensen      | Dánsko         |
| Člen výboru      | Juan Reig                | Španělsko      |

## Česká stopa ve světovém skautském výboru
Mezi lety 1922 až 1933 byl členem světového skautského výboru Antonín Benjamin Svojsík. Na světové konferenci v roce 1947 byl členem výboru zvolen tehdejší starosta Junáka Velen Fanderlík. Členem výboru zůstal i po únorovém převratu v roce 1948 a po emigraci z Československa přes Německo, Velkou Británii do Kanady.  